# Émile Nelligan
Émile Nelligan (ur. 24 grudnia 1879 w Montrealu, zm. 18 listopada 1941 tamże) — francuskojęzyczny poeta kanadyjski związany z symbolizmem.

## Biografia
Nelligan urodził się w Montrealu. Od wczesnej młodości pisał wiersze symbolistyczne, zainspirowany był Baudelaire'em, Verlaine'em, Rodenbachem, Rollinatem i Edgarem Allanem Poe. Podobnie jak Arthur Rimbaud, zadebiutował mając 16 lat.
W 1899 roku przeszedł załamanie psychiczne, z którego nigdy nie ozdrowiał. Nie dokończył ostatniego tomu poezji zatytułowanego Le Récital des Anges. Nie był świadomy powodzenia swoich utworów, których obszerny zbiór został opublikowany w Montrealu w 1903 roku pod tytułem Émile Nelligan et son œuvre.
Zainteresowanie poezją Nelligana wzrosło po jego śmierci; uważany jest dzisiaj za jednego z najwybitniejszych francuskojęzycznych poetów kanadyjskich.
Od 1979 roku przyznawana jest Prix Émile-Nelligan — nagroda dla francuskojęzycznych poetów Ameryki Północnej, którzy nie ukończyli 35 roku życia.